# 羅克薩納 (伊利諾伊州)
羅克薩納（英語：Roxana）是位於美國伊利諾伊州麥迪遜縣的一個村落。

## 地理
羅克薩納的座標為38°50′18″N 90°03′49″W / 38.83833°N 90.06361°W，而該地最高點為海拔高度133米（即436英尺）。

## 人口
根據2010年美國人口普查的數據，羅克薩納的面積為19.07平方千米，當中陸地面積為18.72平方千米，而水域面積為0.35平方千米。當地共有人口5836人，而人口密度為每平方千米306人。